# Капу-Дялулуй (Горж)
Капу-Дялулуй (рум. Capu Dealului) — село у повіті Горж в Румунії. Входить до складу комуни Бренешть.
Село розташоване на відстані 208 км на захід від Бухареста, 47 км на південь від Тиргу-Жіу, 43 км на північний захід від Крайови.

## Населення
За даними перепису населення 2002 року у селі проживали 849 осіб, усі — румуни. Усі жителі села рідною мовою назвали румунську.